# نسوية مادية
النسوية المادية تسلط الضوء على الرأسمالية والنظام الأبوي باعتبارهما أساسيين لفهم اضطهاد المرأة. يعتبر الجنس (تذكيرًا وتأنيثًا) في النسوية المادية من مكونات المجتمع، ويفرض المجتمع أدوار الجنسين، مثل حمل الأطفال، على النساء. وجهة نظر النسوية المادية المثالية هي وجود مجتمع تعامل فيه النساء بطريقة متساوية مع الرجل اجتماعياً واقتصادياً. تتمركز النظرية حول تغيير المجتمع بدلًا من إحداث تغيير في النظام الرأسمالي. تعرّف جينيفر ويك النسوية الرأسمالية على أنها «حركة نسوية تصر على اختبار الظروف المادية التي تقوم عليها الترتيبات الاجتماعية، بما فيها هرمية الجنسين... تتجنب النسوية المادية رؤية هرمية الجنس هذه على أنها ناتجة من نظام أبوي وحيد وتقيس عوضًا عن ذلك شبكة العلاقات الاجتماعية والنفسية التي تشكل لحظة مادية تاريخية. تجادل النسوية المادية بأن الظروف المادية بكل أنواعها تلعب دورًا هامًّا جدًّا في الإنتاج الاجتماعي للنوع الجنسي وتختبر الطرق المختلفة التي تتعاون بها النساء وتشارك في هذا الإنتاج.  تفهم أيضًا النسوية المادية كيف وُضع الرجال والنساء من مختلف الأعراق والخلفيات الثقافية والدينية في وضع اقتصادي متدنٍّ بسبب عدم توازن القوى التي تميز أولئك الذين يحظون بامتيازات، بشكل يبقي على الوضع الراهن. تتساءل النسويات الماديات عما إذا كان بإمكان الناس الحصول على تعليم مجاني، أو إذا كان بإمكانهم السعي لتكوين مسيرة مهنية، وإذا كانت لديهم الفرص ليصبحوا أغنياء، وإذا لم تكن الفرص متاحة، فما هي القيود الاجتماعية والاقتصادية التي تمنعهم من ذلك وكيف يمكن تغيير ذلك.

## علاقة النسوية المادية بالنسوية الماركسية
تركز النسوية الماركسية على البحث وشرح الطرق التي تُظلم فيها النساء من خلال الأنظمة الرأسمالية والملكيات الخاصة. وقد بدأت النسوية المادية كتطوير للماركسية، إذ تبين أن النسوية الماركسية فشلت في معالجة تقسيم العمل وخاصة في الأسرة. يحظى المفهوم الحالي بجذور في النسوية الاشتراكية والنسوية الماركسية، تصف كل من روزماري هينسي وكريس إنغراهام محررتي كتاب النسوية المادية: قراءة في الطبقات والفروق وحياة النساء، النسوية المادية بأنها «ملتقى العديد من الخطابات المادية التاريخية، والماركسية، والنسوية الراديكالية، وكذلك نظريات ما بعد الحداثة والنظرية التحليلية للمعنى والموضوعية».

## نُهج متقاطعة
انتُقدت النسوية المادية لاضطهادها المرأة عالمياً. من خلال التركيز على العلاقات الرأسمالية والسلطة الأبوية، وفشلت النسوية المادية في ضم النساء من مختلف الطبقات الاجتماعية والتوجهات الجنسية والمجموعات الإثنية. تحدّت هازل كاربي تحليلات النسوية المادية للعائلة باعتبارها مضطهدة عالميًّا لجميع النساء. لاحظت بدلاً من ذلك طرق اختلاف قيم الأسرة بين الرجال ذوي البشرة السوداء والنساء ذوات البشرة السوداء، تماماً كاختلاف توزيع العمل على أساس عنصري أيضًا.
حاول الفكر النسوي المادي في السنوات الأخيرة التركيز على القضايا العابرة للحدود. يعتبر العلماء أن التغير الاقتصادي العالمي على علاقة بتأنيث الفقر. تعمل الباحثات النسويات أيضاً على وضع أجندة نسوية عابرة للحدود. فعلى سبيل المثال، قامت روزماريي هينيسي بتحليل تنظيم القاعدة الشعبية في أربعة مجتمعات محلية على طول الحدود الشمالية للمكسيك. يدعي البحث أن الطبيعة العالمية للنظام الأبوي والرأسمالية تدعم «اقتصادًا سياسيًّا للجنس».

## الانتقادات
وُصفت العلاقة بين الرأسمالية والنسوية بأنها علاقة «إشكالية» واعتُبرا «زوجين تعيسين». كان هناك أيضاً قلق من الغموض العام للحركة النسائية المادية. بدأ يُطرح السؤال عما إذا كان التمييز بين النسوية المادية والنسوية الماركسية كبيراً بما يكفي لاعتباره مساهمة جديرة بالاهتمام للنظرية النسوية. على أي حال، يتضمن الانتقاد الأساسي للنسوية المادية انعدام وجود التقاطعات الداخلية ضمن النظرية. بينما تركز النسوية المادية دائماً على فكرة أن النوع الجنسي ساهم في البناء الاجتماعي، علقت روزماري هينيسي على أنه مؤخراً أصبح هناك ضغط لإدراك الاختلافات في تعريف «امرأة» وكيف لا يتقاطع هذا التعريف مع الطبقة وحسب، بل ويتقاطع مع العرق ومع التوجهات والأنواع الجنسية الأخرى.
كانت مساهمات كريستن ديلفي للنسوية المادية موضع انتقاد كذلك، مثل انتقاد ميشيل بارت وماري ماكينتوش، إذ اقترحتا أن تعريف النسوية المادية له تفسير فضفاض عن النظام الأبوي، وركزت مقالة ديلفي «نحو نسوية مادية» فقط على اضطهاد الزوجات وفشل ربط ذلك بالاضطهاد العالمي للنساء بشكل عام.